# Crispijana
Crispijana (en euskera y oficialmente Krispiña/Crispijana) es un concejo del municipio de Vitoria, en la provincia de Álava, País Vasco (España).

## Toponimia
Crispijana aparece tarde en los registros históricos, ya que no es una de las localidades mencionadas en la Reja de San Millán de 1025, donde se le obvia a pesar de que aparecen mencionadas todas las localidades vecinas. Cabe pensar que por aquel entonces formaba un mortuorio deshabitado, que fue poblado en los siglos posteriores; o bien que fue olvidado por alguna razón en el registro.
Los filólogos creen que el nombre del pueblo deriva de Crispiniana, habiendo sufrido la siguiente evolución fonética Crispiniana->Crispiñana->Crispixana->Crispijana. Julio Caro Baroja incluyó Crispijana entre su serie de topónimos vascos terminados en el sufijo -ana, de origen latino. Mientras el sufijo -ano, derivado de -anum estaría relacionado con las posesiones rústicas romanas denominadas fundus; el sufijo -ana proveniente del acusativo femenino de -anus; estaría relacionado con posesiones del carácter de villas urbanas. Caro Baroja, realizó una completa lista de localidades con terminación -ana del País Vasco-navarro, estando situadas en su mayor parte en la parte sur y más romanizada del territorio. Caro Baroja logró proponer nombres propios relacionados con casi todos estos topónimos, que indicarían el nombre del originario propietario de la villa. En el caso de Crispijana propuso el nombre latino Crispus.

## Geografía física
El concejo se encuentra 6 km al oeste de la ciudad de Vitoria, ocupando el espacio situado entre el río Zadorra y la línea férrea Madrid-Irún. Forma parte de la denominada Zona Rural Noroeste de Vitoria.
|                 | Norte: Asteguieta     |           |
| Oeste: Lermanda |                       | Este: Ali |
|                 | Sur: Zuazo de Vitoria |           |

## Historia
La tesis etimológica remontaría el origen del pueblo a la época romana. Aunque no se han encontrado restos romanos en el concejo, sí que han aparecido en localidades vecinas.
Con posterioridad Crispijana aparece tarde en los registros históricos, ya que no es una de las localidades mencionadas en la Reja de San Millán de 1026, donde se le obvia a pesar de que aparecen mencionadas todas las localidades vecinas. Cabe pensar que por aquel entonces formaba un mortuorio deshabitado, que fue poblado en los siglos posteriores; o bien que fue olvidado por alguna razón en el registro. 
En 1332 se incorpora a la jurisdicción de la villa de Vitoria, a la que ha pertenecido desde entonces como lugar de la hermandad de Vitoria, y posteriormente como concejo.

### SigloXIX
A mediados del siglo XIX, cuando formaba parte del ayuntamiento de Ali, tenía 32 habitantes. Así se describe a Crispijana en la página 170 del séptimo tomo del Diccionario geográfico-estadístico-histórico de España y sus posesiones de Ultramar, obra impulsada por Pascual Madoz:

CRISPIJANA: lugar en la provincia de Álava, partido judicial de Vitoria (1 legua), audiencia territorial de Burgos (19), capitanía general de las Provincias Vascongadas, diócesis de Calahorra (18), ayuntamiento de Ali (1/2); Situado en una llanura al O de la capital, batido principalmente por el viento N; su clima sano, aunque húmedo, siendo catarros las enfermedades más comunes. Tiene 8 casas, una parroquia (San Juan Evangelista) servida por un cura beneficiado perpetuo, de patronato del ordinario y cabildo, y un cementerio. Confina el término N Asteguieta; E Ali; S Zuazo, y O Lermanda; brotan en él 2 fuentes, una al E llamada de Manrique, y otra cerca de lo que llaman la Rueda, de cuyas aguas usan los habitantes; su terreno es de superior calidad, fertilizado al N por el río Zadorra, donde se levanta también un montecillo, cubierto de robles, fresnos y espinos albares. Caminos: tiene 2, uno que conduce a Lermanda y Gobeo, y otra a Ali, en regular estado. Correo: lo recibe de la administración de Vitoria por un valijero. Producciones: toda clase de cereales y su mayor cosecha es de trigo; se cría ganado vacuno y caballar; caza de codornices y ánades, y pesca de barbos, loinas y truchas. Industria: además de la agricultura, hay un molino de pan, que trabaja con el agua del Zadorra, tomada en la presa que lleva el nombre del lugar. Su población: 9 vecinos, 32 almas. Riqueza y contribución: (V. Álava, Intendencia).
(Madoz, 1847, p. 170)

## SigloXX
Décadas después, ya en el siglo XX, se describe de la siguiente manera en el tomo de la Geografía general del País Vasco-Navarro dedicado a Álava y escrito por Vicente Vera y López:

Crispijana.—Aldea distante de Vitoria 4,800 metros, con 13 edificios, 10 de dos pisos y 3 de uno, poblada por 65 almas de hecho y de derecho, de las que son varones 33 y hembras 22. Su parroquia, de categoría rural de segunda, pertenece al arciprestazgo de Armentia y está dedicada á San Juan. No hay en la aldea escuela municipal y los niños asisten á la de Ali, distante unos 2 kilómetros. Limita, al N., con Asteguieta; al S., con Zuazo; al E., con Ali y al O. con Lermanda. Su término es muy abundante en aguas, brotando en él dos fuetnes, siendo la llamada la Rueda la principal, y además, por su parte N., lo riega el Zadorra; en sus tierras de labor, bastante fértiles, se cosechan cereales, principalmente trigo, legumbres, hortalizas y frutas y cría ganado vacuno, caballar, lanar y porcino. Fué incorporada á Vitoria el año 1332, comunicando con la capital por la carretera que va á Zuazo.
(Vera y López, 1915-1921, p. 342)

## Demografía
En 2018 el concejo cuenta con una población de 31 habitantes según el padrón municipal de habitantes del Ayuntamiento de Vitoria.
| Gráfica de evolución demográfica de Crispijana entre 2000 y 2018                                         |
| |
| Población (2000-2017) según los censos de población del INE. Población según el padrón municipal de 2018 |

## Economía
A pesar de ser un pueblo muy pequeño pertenecen a Crispijana una serie de elementos reseñables:
- E.D.A.R. Crispijana: a 1 km de distancia del pueblo y en terrenos del concejo se encuentra la estación depuradora de aguas residuales que da servicio al municipio de Vitoria desde 1984. Las instalaciones vienen siendo renovadas y actualizadas desde el año 2000.
- Centro logístico de Fagor Electrodomésticos: está situado junto al pueblo. Sufrió un aparatoso incendio en el año 2000 que arrasó por completo las instalaciones.[9] En el año 2002 fue reinaugurada. Esta nave es el centro logístico de este fabricante de electrodomésticos.
- Polígono industrial de Jundiz: un pequeño sector en la parte noreste del polígono está ubicado en terrenos del concejo.
- Huertas de Crispijana: es una zona de la ribera del Zadorra donde el ayuntamiento de Vitoria permitió hace años la creación de unas huertas. Sin embargo la zona se ha ido degradando con el paso de los años, han proliferado la construcción de chabolas y huertas ilegales y el vertido de todo tipo de basuras. Esa zona está situada a escasos cientos de metros del pueblo. En 2007 el ayuntamiento anunció el desalojo de las huertas de la zona y la regeneración de toda la zona.

## Cultura

### Patrimonio material
- Iglesia de San Juan Ante Portam Latinam. Conserva una parte importante de un edificio que podría ser románico, e incluso un zócalo al este podría ser anterior. Lo más destacado de esta iglesia es el retablo central de estilo neoclásico.[4][5]

### Patrimonio inmaterial
- Celebraban su fiesta patronal el 6 de mayo (San Juan Ante Portam Latinam).[10]

La vecindad de Crispijana es conocida con el apodo de 'Ruines'.